# Saint-Élix-Séglan
Saint-Élix-Séglan är en kommun i departementet Haute-Garonne i regionen Occitanien i södra Frankrike. Kommunen ligger i kantonen Aurignac som tillhör arrondissementet Saint-Gaudens. År 2022 hade Saint-Élix-Séglan 47 invånare.

## Befolkningsutveckling
Antalet invånare i kommunen Saint-Élix-Séglan
Referens:INSEE